# William Collins (athlétisme)
Pour les articles homonymes, voir William Collins et Collins.
William ("Bill") Collins, né le 20 novembre 1950 à Mount Vernon (New York), est un athlète américain spécialiste du 100 mètres et du 200 mètres. Lors de la Coupe du monde des nations d'athlétisme en 1977 à Düsseldorf, il participe au relais 4 × 100 m américain qui bat le record du monde en 38 s 03. Il devient ensuite une figure emblématique du sprint mondial vétéran (en). 

## Carrière
Après s'être essayé au baseball et au football, Bill Collins découvre l'athlétisme au lycée. Très rapidement ses qualités de sprinter (21 s 5 au 200 m) lui permettent de décrocher une bourse à l'Université Chrétienne du Texas à Fort Worth.
En 1976, une blessure l'empêche de se qualifier aux Jeux olympiques de Montréal. L'année suivante, il est au départ du relais 4 × 100 mètres américain qui battra le record du monde en 38 s 03 (avec Steve Riddick, Cliff Willey, Steve Williams).
Qualifié pour les Jeux olympiques de Moscou, il ne peut y défendre ses chances à cause du boycott américain. 
En 1981, au Madison Square Garden de New York, il bat le record du monde du très américain Sprint Medley Relay en salle en 2 min 1 s 10.
À partir de 1985, Bill Collins entame une carrière master (vétérans) avec une superbe réussite qui l'amènera à battre, à ce jour, 25 records du monde en salle et en plein air, sur 60 m, 100 m, 200 m, 400 m, et relais 4 × 100 m, 4 × 200m et 4 × 400 m.

## Records

### Période sénior
- 100 yards : 9 s 25
- 220 yards : 20 s 02
- 440 yards : 45 s 72
- relais 4 × 100 mètres : 38 s 03 (ancien record du monde)

### Période vétéran
Records mondiaux actuellement détenus (parmi ses 25 records mondiaux battus) :
- Plein air[1]
  - 100m M50 : 10 s 95
  - 100m M55 : 11 s 44
  - 200m M55 : 23 s 36
  - 4 × 400m M55 : 3 min 40 s 62

- Salle[2]
  - 60m M55 : 7 s 34
  - 200m M45 : 22 s 57
  - 200m M50 : 22 s 99
  - 200m M55 : 23 s 36